# Weichselland

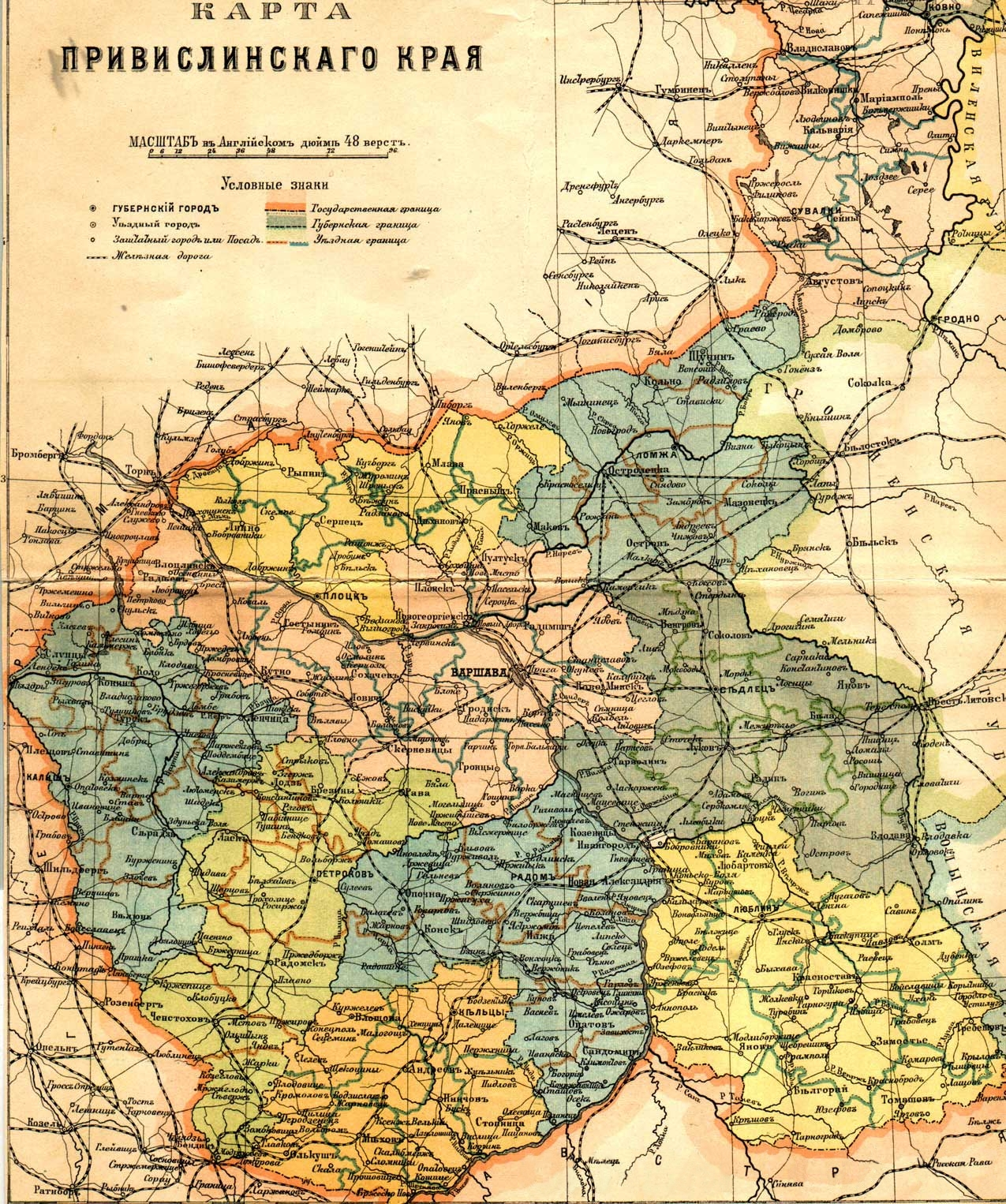
Karte des Weichsellandes aus der zweiten Hälfte des 19. Jahrhunderts

Das Weichselland, auch Weichselgebiet oder Russisch-Polen genannte Territorium (russisch Привислинский край Priwislinski kraj; polnisch Kraj Nadwiślański, auch Kraj Przywiślański) bezeichnete ab März 1867 die westlichste Provinz des Russischen Reiches, die zwischen 1831 und 1867 sukzessive im 1815 eingerichteten „Kongresspolen“ errichtet wurde. In der zaristischen amtlichen Korrespondenz wurde bereits 1864 versucht, die Erinnerung an eine polnische Eigenstaatlichkeit zu tilgen. Trotz des Namens beschränkte sich das russische Herrschaftsgebiet auf die mittlere Weichsel, denn der Oberlauf um Krakau unterstand als Großherzogtum Krakau der Habsburgermonarchie, der Unterlauf ab Thorn durchfloss die preußische Provinz Westpreußen.

## Geschichte

### Vorgeschichte
Nachdem Polen-Litauen in der zweiten Hälfte des 18. Jahrhunderts durch zahlreiche vorangegangene Kriege und Konflikte stark geschwächt war, geriet es 1768 unter die Vormundschaft Russlands. In den Jahren 1772, 1793 und 1795 kam es zu den drei Teilungen Polens unter den Nachbarmächten Russland, Preußen und Österreich, so dass ab 1795 für über 120 Jahre kein eigenständiger polnischer Nationalstaat mehr existierte. Dies rief jedoch den Widerstand der Polen hervor. In mehreren Aufständen versuchten sie, insbesondere die russische Fremdherrschaft abzuschütteln.
Im Jahre 1807 errichtete Napoléon aus den ehemals polnischen und nun von Preußen und Österreich besetzten Gebieten das Herzogtum Warschau, einen Rumpf- und Satellitenstaat, der bis 1815 existierte. Als sein Nachfolger wurde auf dem Wiener Kongress das konstitutionelle Königreich Polen („Kongresspolen“) geschaffen, das durch Personalunion eng mit dem russischen Zarenreich verbunden war.
Im polnischen Novemberaufstand von 1830 wurde der Zar Nikolaus I. vom polnischen Parlament als polnischer König abgesetzt. Nach der Wiederherstellung der russischen Macht 1831 wurden die 1815 beschlossenen Strukturen, wie der polnische Königstitel für den russischen Zaren, die Verfassung von 1791 oder das Parlament, nicht mehr beibehalten. Somit entsprach der weiterhin geführte Name des Landes „Königreich Polen“ nicht mehr den Tatsachen (die im Deutschen übliche Bezeichnung „Kongresspolen“ gibt den Widerspruch nicht deutlich wieder).
Der gescheiterte Januaraufstand von 1863 hatte eine weitere Einschränkung der Autonomie und der nationalen Rechte zur Folge. Die Anführer des Aufstands wurden hingerichtet, Rechte und kulturelle Freiheiten eingeschränkt. Polnisch wurde als Amtssprache verboten und aus dem offiziellen Gebrauch (z. B. in den Schulen) verdrängt.

### Russisches „Weichselland“
Im Jahre 1867 wurde das Wappen von „Kongresspolen“ abgeschafft und seine zehn Gouvernements direkt ins Zarenreich integriert. Obwohl der alte Name nie offiziell geändert wurde, wurde seit den 1880er Jahren auch in verschiedenen Verwaltungsakten immer häufiger die Bezeichnung „Weichselland“ verwendet und das Wort „Polen“ sogar als geographischer Begriff von russischer Seite gemieden.
Bis 1880 stieg das „Weichselland“ zur wirtschaftlich höchstentwickelten russischen Provinz auf. Die politische Situation stagnierte dagegen. Die Bevölkerung wuchs bis 1900 auf 9,4 Millionen Menschen an. Mit der Thronbesteigung Zar Nikolaus II. 1894 waren keine wesentlichen Veränderungen in den Verhältnissen verbunden. Die Revolution von 1905 hatte kleinere Zugeständnisse in kulturellen und religiösen Fragen zur Folge.

### Umwälzung infolge des Ersten Weltkriegs
Im Ersten Weltkrieg wurde das Weichselland sogleich Kriegsschauplatz (Schlacht an der Weichsel). 1915 verschob sich die Front stark nach Osten, als deutsche und österreichisch-ungarische Kräfte die russische Armee zu ihrem Großen Rückzug zwangen und den bisher russischen Teil Polens eroberten und besetzten. Die zaristische Herrschaft in Polen war damit de facto beendet. Nach der Oktoberrevolution 1917 anerkannte den Status quo Sowjetrussland im Friedensvertrag von Brest-Litowsk Anfang 1918. Zwischenzeitlich versuchten die Mittelmächte ab 1916, mit der Gründung eines Regentschaftskönigreichs Polen einen Satellitenstaat zu schaffen, dessen Verfassung formell an die polnische Monarchie anknüpfte. Als dieser Versuch mit dem Waffenstillstand von Compiègne im November 1918 gescheitert war, bildete sich die Zweite Polnische Republik.

## Administrative Einteilung
Von den zehn Gouvernements (russ. Guberniya), in die das Gebiet 1867–1916 eingeteilt war, lagen fünf rechts der Weichsel:
- Suwalskaja (Сувалкская, Sitz in Suwałki)
- Lomschinskaja (Ломжинская, Sitz in Łomża)
- Plozkaja (Плоцкая, Sitz in Płock)
- Sjedlezkaja (Седлецкая, Sitz in Siedlce)
- Ljublinskaja (Люблинская, Sitz in Lublin)

Fünf lagen links davon:
- Kalischskaja (Калишская, Sitz in Kalisz)
- Warschawskaja (Варшавская, Sitz in Warschau)
- Petrokowskaja (Петроковская, Sitz in Piotrków)
- Radomskaja (Радомская, Sitz in Radom)
- Kjelezkaja (Келецкая, Sitz in Kielce).

1912 wurde aus Teilen der Gouvernements Lublin und Siedlce ein Gouvernement Cholm (Холмская, Sitz in Chełm) gebildet, das aber aus dem „Weichselland“ ausgegliedert und dem Generalgouvernement Kiew unterstellt wurde.

## Vizekönige und Generalgouverneure von Warschau
- Friedrich Wilhelm Rembert von Berg (1863–1874)

Der Titel Vizekönig wurde 1874 durch den des Generalgouverneurs ersetzt
- Paul Demetrius von Kotzebue (1874–1880; Halbbruder von Otto von Kotzebue)
- Pjotr Pawlowitsch Albedinsky (1880–1883)
- Josef Wladimirowitsch Gurko (1883–1894)
- Paul Schuwalow (1894–1896)
- Alexander Konstantinowitsch Imeretinski (1896–1900)
- Michail Tschertkow (1900–1905)
- Konstantin Maximowitsch (1905)
- Georgi Skalon (1905–1914)
- Jakow Schilinski (1914)
- Pawel Jengalitschew (1914–1915)